# Sông Vạc

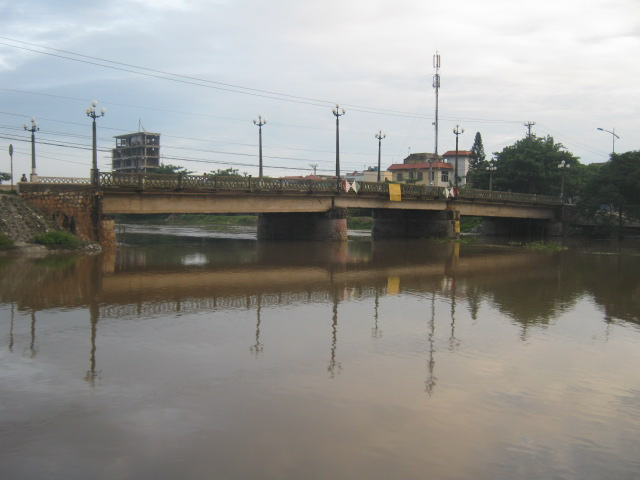
Cầu Trì Chính qua sông Vạc, nằm trên quốc lộ 10 đoạn qua thị trấn Phát Diệm

Sông Vạc là một trong những con sông nội tỉnh lớn ở Ninh Bình (cùng với các sông Ninh Cơ, sông Đào, sông Hoàng Long, sông Châu Giang). Theo phân loại của Ban Quản lý Quy hoạch lưu vực sông Hồng-Thái Bình thì sông Vạc là 1 phụ lưu của sông Đáy. Theo quyết định số 970/QĐ-BGTVT ngày 15/4/2009 về việc công bố tuyến đường thủy nội địa quốc gia thì sông Vạc tính từ ngã ba sông Vân (gần cầu Yên) đến ngã ba Kim Đài dài 28,5 km.

## Đặc điểm
Sông Vạc do một số phân lưu của sông Hoàng Long như các sông Chanh, sông Bến Đang, sông Sào Khê và các sông nhỏ khác như sông Ngô Đồng, sông Luồn, sông Vo, sông Vân hợp lưu tại khu vực Cầu Yên (phường Nam Hoa Lư). Sông Vạc tiếp tục chảy qua những cánh đồng, là ranh giới giữa hai huyện Yên Mô và Yên Khánh cũ nay là 3 phường Nam Hoa Lư, Đông Hoa Lư, Yên Thắng và 5 xã: Yên Khánh, Yên Mô, Yên Từ, Khánh Nhạc, xuyên dọc xã Phát Diệm rồi đổ vào sông Đáy tại Âu Kim Đài.
Sông Vạc có ảnh hưởng khá quan trọng đến hệ thống giao thông đường thủy ở đồng bằng Bắc Bộ của Việt Nam, đây là 1 trong những tuyến đường thủy quốc gia tại Ninh Bình.
Sông Vạc có diện tích lưu vực là 122 km². Độ dốc bình quân lưu vực là 0,014%, độ rộng bình quân lưu vực là 4,6 km. Thủy triều trên sông thuộc loại tương đối yếu, trong một ngày biên độ trung bình khoảng 1,5 - 1,8 m, lớn nhất 2,7 m, nhỏ nhất 2 - 5 cm. Do đó thuận lợi cho việc lấy nước tưới cho đồng ruộng và giao thông đường thủy nội địa. Thời gian khai thác vận tải trên sông Vạc là cả 12 tháng/năm. Tàu 50 tấn đi lại thuận lợi sông Vạc có 6 cầu qua sông là: Cầu Yên, Cầu Đông Thịnh, Cầu Tràng, Cầu Rào, cầu Trì Chính và cầu Kim Chính. Ngoài ra còn có 5 bến đò và 13 đường điện cao thế qua sông.

## Các sông nhánh
Từ thượng lưu về hạ lưu, sông Vạc lần lượt có các sông nhánh sau:
- Sông Chanh: rút nước từ sông Hoàng Long phường Tây Hoa Lư và Hoa Lư rồi cùng với sông Sào Khê và sông Vân đổ vào sông Vạc.
- Sông Vân: là con sông chảy qua phường Hoa Lư, nối sông Đáy và sông Vạc.
- Sông Sào Khê: là con sông cổ, chảy qua cố đô Hoa Lư, quần thể danh thắng Tràng An rồi hợp lưu với sông Chanh, sông Vân đổ vào sông Vạc.
- Sông Hệ: nối sông Bến Đang chảy phía nam dãy núi Tràng An rồi đổ trực tiếp vào sông Vạc tại cầu Yên.
- Sông Vo: nối sông Bến Đang vào sông Vạc tại cửa Thần Đầu.
- Sông Mới: sông Đáy với sông Vạc, bắt đầu từ Âu Xanh, xã Khánh Thiện, tiếp tục chảy bên các xã Khánh Hội, Khánh Nhạc và Yên Khánh.
- Sông Bút còn được gọi là sông Yên Mô, sông Tống hay sông Nhà Lê nối sông Càn tới sông Vạc tại ngã ba Đức Hậu.
- Sông Ân Giang chảy qua các xã Chất Bình, Kim Sơn, Quang Thiện, Phát Diệm, Lai Thành, gần như nằm sát bên Quốc lộ 10 cũ.

## Địa danh
Sông Vạc đi qua một số địa danh như: đền Đông Hội (Khánh An), đền Thánh Cả (Khánh Cư), chùa Phú Mỹ, cầu Rào, bến đò Đức Hậu, làng Ninh Mật, trạm bơm Rạch Ráng, đền Trì Chính, đình Thượng Kiệm, Phát Diệm, chợ Nam Dân, cảng Trì Chính Âu Kim Đài và ngã ba Kim Đài.
Năm 2014, Sông Vạc hiện có 6 cầu qua sông là: Cầu Yên, Cầu Đông Thịnh, Cầu Tràng, Cầu Rào, cầu Trì Chính và cầu Kim Chính.
Tên sông gắn với hình ảnh những con vạc, cò bay về đậu trên 2 bờ bãi và những cánh đồng trù phú của 3 huyện phía Nam Ninh Bình.

## Âu Kim Đài
Ngày 04/3/2016, UBND tỉnh Ninh Bình ban hành Quyết định số 336/QĐ-UBND về việc phê duyệt dự án đầu tư xây dựng âu Kim Đài phục vụ ngăn mặn, giữ ngọt và ứng phó với tác động nước biển dâng cho 6 huyện, thành phố khu vực phía Nam tỉnh Ninh Bình.
Công trình xây dựng âu Kim Đài nằm trên sông Vạc, tại vị trí gần cửa Kim Đài gồm: âu,  xây dựng ống Kim Đài ngăn mặn, thiết bị cơ khí cửa van chính, các máy đóng mở cửa van chính, khu quản lý vận hành đầu mối, các hạng mục công trình điện và an toàn, hệ thống đo lường mực nước tín hiệu điều khiển của công trình, hệ thống biển báo an toàn giao thông đường thủy, hỗ trợ kỹ thuật và tăng cường năng lực.
Địa điểm xây dựng khu vực cửa Kim Đài, sông Vạc đổ ra sông Đáy, huyện Kim Sơn, tỉnh Ninh Bình. Diện tích sử dụng dụng đất: 5,02 ha (bao gồm đất nông nghiệp và đất ở), tổng vốn đầu tư là 500 tỷ.

## Các cây cầu bắc qua sông Vạc
- Cầu Yên ở thành phố Hoa Lư
- Cầu Rào nối huyện Yên Khánh với huyện Yên Mô
- Cầu Sông Vạc nối huyện Yên Khánh với huyện Yên Mô
- Cầu Trì Chính nối 2 bờ huyện Kim Sơn